# كارلوس إسبينوزا
كارلوس إسبينوزا (بالإسبانية: Carlos Espinoza)‏ هو لاعب كرة قدم ومدرب كرة قدم تشيلي، ولد في 23 فبراير 1985 في أوسورنو في تشيلي. لعب مع Western Suburbs FC ‏.

## وصلات خارجية
- كارلوس إسبينوزا على موقع قاعدة بيانات كرة القدم.إي يو (الإنجليزية)
- كارلوس إسبينوزا على موقع Soccerway.com (الإنجليزية)